# Marble Hill

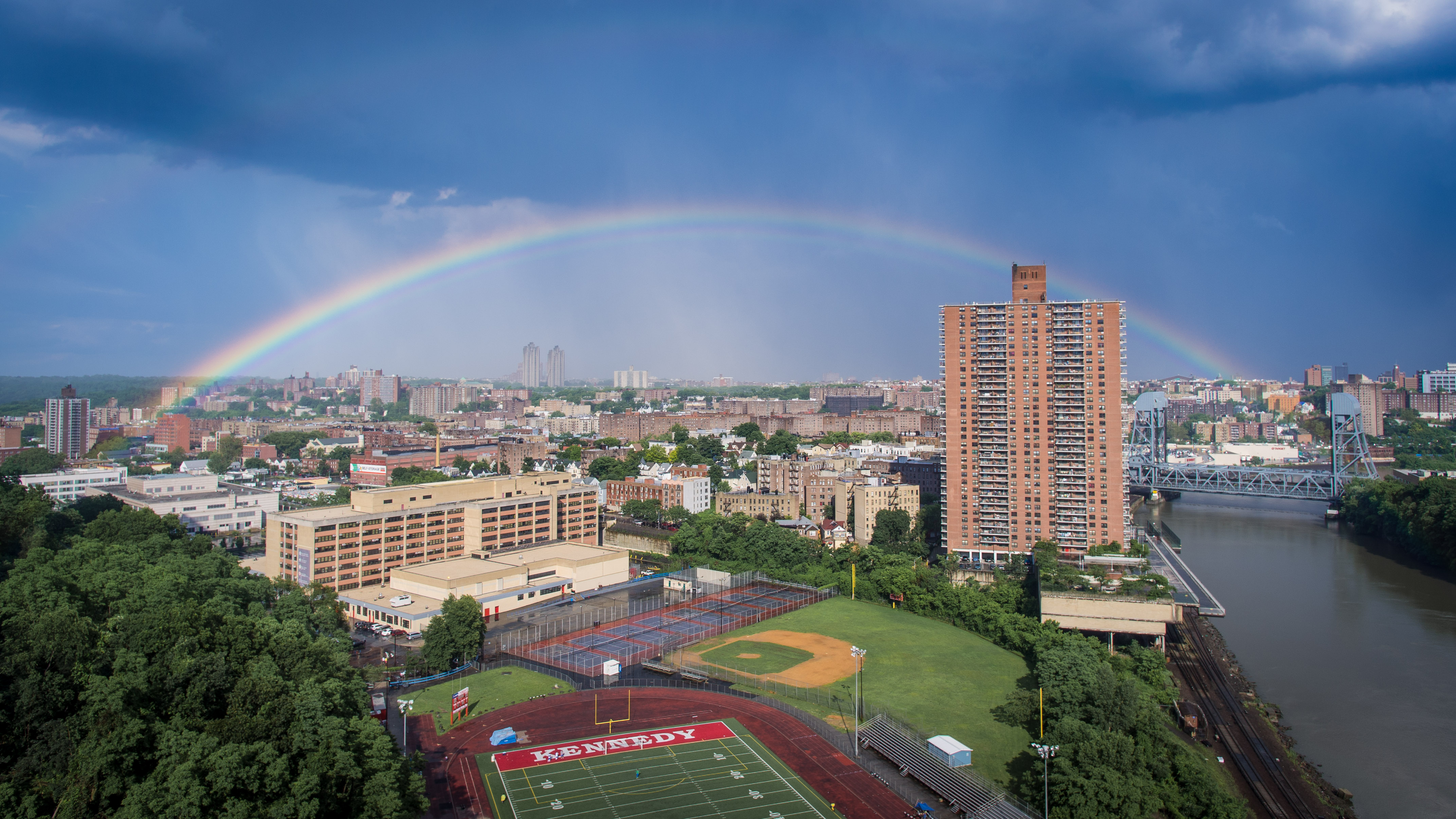
Marble Hill, Manhattan

Marble Hill ist ein Stadtteil im Stadtbezirk (Borough) Manhattan der Metropole New York City, USA. Er ist der nördlichste und zugleich einzige Stadtteil von Manhattan, der auf dem Festland liegt. Marble Hill ist überwiegend von Hispanics und Afroamerikanern bewohnt.
In Marble Hill lebten 2020 laut US Census 8.594 Einwohner auf einer Fläche von rund 0,3 km² (28.647 Einw./km²). Mit der Wohnanlage „Marble Hill Houses“ als Gesamtheit, bei der sonst fünf Wohnblocks zu Kingsbridge in der Bronx gehören, waren es 9.550 Einwohner (etwa 0,33 km²). Marble Hill ist als Exklave Manhattans Teil des Bronx Community Districts 8 und gehört zum 50. Bezirk des New Yorker Polizeidepartements. Die Postleitzahl (ZIP-Code) ist 10463. Kommunalpolitisch wird es vom 10. Bezirk des New York City Council vertreten.

## Lage

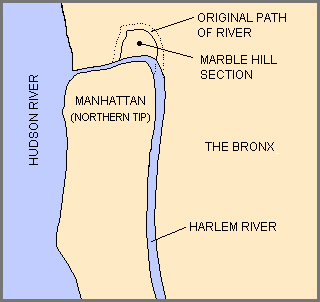
Karte von Marble Hill mit früherem Flussverlauf (heutige Stadtteilgrenze)

Marble Hill befindet sich im Norden von New York City in direkter Nachbarschaft zur Bronx nahe dem Hudson River und wird vom Harlem River von der Insel Manhattan getrennt, mit der es über die Broadway Bridge verbunden ist. Die Grenze zu den Nachbarvierteln liegt entlang der Mitte einer einstigen, heute zugeschütteten Flussschleife des Harlem Rivers zwischen der Terrace View Avenue und der Johnson Avenue im Nordwesten, zwischen der 228th und 230th Street im Nordosten und verläuft durch die Wohnanlage „Marble Hill Houses“ und das „River Plaza Shopping Center“ im Osten. Manchmal wird auch die Johnson Avenue, die 230th Street und die Exterior Street, die den „The Kennedy Campus“ und die „Mable Hill Houses“ komplett mit einschließen, als Grenze genannt (0,45 km²). Im Südwesten wird das Viertel vom Harlem River begrenzt. Benachbarte Stadtteile sind Spuyten Duyvil, Kingsbridge und Fordham Manor in der Bronx sowie Inwood jenseits des Harlem Rivers auf der Insel Manhattan.

## Beschreibung

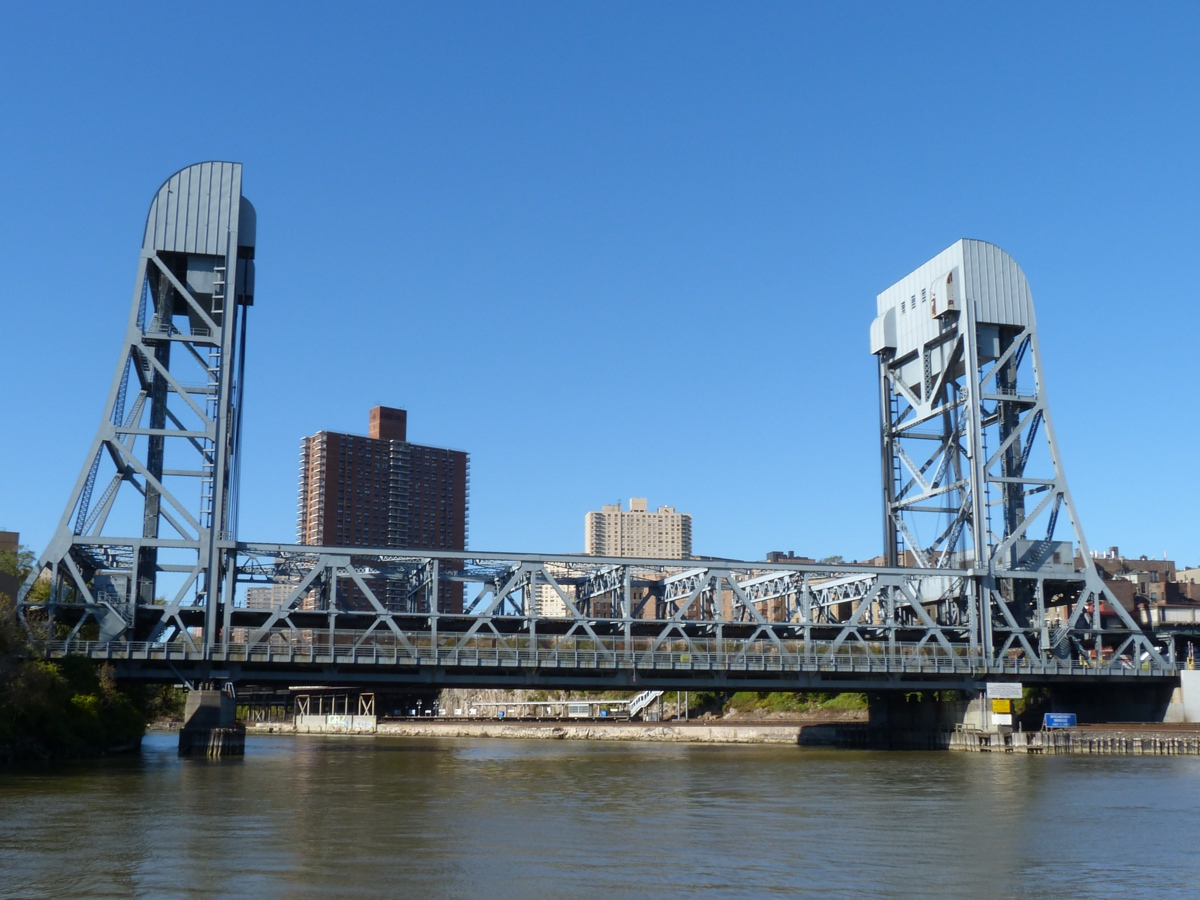
Broadway Bridge, rechts Marble Hill, links Inwood.

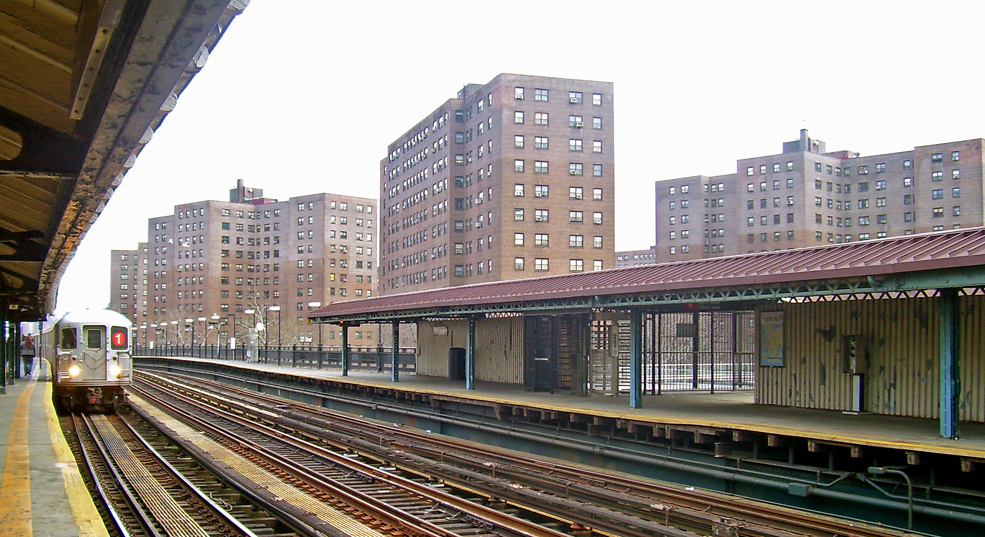
U-Bahn-Station Marble Hill–225th Street, hinten die „Marble Hill Houses“.

Von der Insel Manhattan wird Marble Hill durch den Harlem River Ship Canal als Verbindung zwischen Spuyten Duyvil Creek und Harlem River getrennt. Dieser Kanal wurde im Jahre 1895 an einer weiten Schleife des Harlem Rivers angelegt, um als Abkürzung dem Bootsverkehr die Fahrt durch diese zu ersparen. Das von der Flussschleife an drei Seiten umschlossene Marble Hill, das zuvor noch ein Teil der Insel Manhattan war, wurde durch den Bau des Kanals selbst zu einer Insel. 1914 wurde die ursprüngliche Flussschleife zugeschüttet, sodass Marble Hill seitdem mit dem auf dem Festland gelegenen Stadtbezirk Bronx verbunden ist. Nachdem im Jahre 1939 richterlich festgestellt wurde, dass Marble Hill trotz dieser einschneidenden geographischen Veränderungen weiterhin dem Stadtbezirk Manhattan angehört, wurde Marble Hill von dem damaligen Bürgermeister der Bronx als das Sudetenland der Bronx bezeichnet, womit er auf die 1938 erfolgte Annexion des Sudetenlandes durch Hitler anspielte.
Marble Hill bildet gemeinsam mit den auf der Insel Manhattan am nördlichsten gelegenen Stadtteilen Washington Heights und Inwood einen Wahlkreis. Das Viertel wird aus logistischen Gründen von der Bronx mit öffentlichen Dienstleistungen versorgt. So hat zum Beispiel der United States Postal Service bei den Postleitzahlen (ZIP-Codes) Marble Hill der Bronx zugeordnet und im Busverkehr ist Marble Hill in das Busnetz der Bronx integriert.
Marble Hill (= engl. „Marmor-Hügel“) wurde 1646 als niederländische Kolonialsiedlung gegründet und erhielt seinen heutigen Namen 1891 wegen eines unter dem Viertel befindlichen großen Marmorvorkommens. Der so genannte Inwood Marmor wurde dort früher abgebaut und als Baumaterial verwendet.

## Bildung
Die 1972 im ehemaligen Flussbett erbaute John F. Kennedy High School wurde aufgrund sozialer Probleme und schlechter Bildungsergebnisse mit Auslaufen der Klassen bis 2014 geschlossen. Auf dessen Campus, der teilweise in der Bronx liegt, entstanden seitdem mehrere spezielle Hochschulen. Dies sind die Bronx School of Law & Finance, die Bronx Theatre High School, die Bronx Engineering & Technology Akademy, die English Language Learners and International Support Preparatory Academy (ELLIS) sowie die Marble Hill School for International Studies. Eine weitere Hochschule ist die Sekundarschule In-Tech Academy.

## Verkehr
Marble Hill ist an das Streckennetz der New York City Subway über die Linie  der IRT Broadway-Seventh Avenue Line angebunden, die die U-Bahn-Station Marble Hill–225th Street bedient. Die U-Bahn verläuft als Hochbahn entlang des Broadways. Von dem Bahnhof Marble Hill train station, der von der Hudson Linie der Metro-North Railroad bedient wird, gibt es Verbindungen zum Grand Central Terminal in Midtown Manhattan, in die Bronx und in die nördlichen Vororte von New York City.
Hauptverkehrsstraße ist der das Viertel durchquerende Broadway, auf dem auch der U.S. Highway 9 verläuft. Auf dem Broadway gelangt man über die Broadway Bridge, über die auch die U-Bahn-Strecke führt, nach Inwood auf der Insel Manhattan. Des Weiteren verkehren drei Buslinien der MTA in Marble Hill.